# Christine Beirens
Christine Beirens is een Belgische politica en voormalig burgemeester van De Haan.

## Biografie
Beirens ging naar de lagere school in De Haan en naar de middelbare school in het Sint-Andreasinstituut in Oostende. Daarna studeerde ze rechten aan de Rijksuniversiteit Gent. Ze ging werken als advocate, eerst aan de balie van Gent, daarna aan die van Brugge.
Ze ging in de gemeentepolitiek in De Haan en deed er in 2000 mee aan de gemeenteraadsverkiezingen op de Lijst Burgemeester (LB). Ze werd verkozen als gemeenteraadslid. Tijdens de legislatuur werd ze in 2005 schepen onder burgemeester Ivan Cattrysse. Ze volgde schepen Willy Nuytten op, volgens een afspraak binnen de LB. Naar het eind van zijn bestuursperiode kondigde Ivan Cattrysse eind 2005 zijn ontslag aan en Beirens volgde hem vanaf 2006 op als burgemeester. Bij de verkiezingen van dat jaar werd ze herkozen als burgemeester. Bij de verkiezingen van 2012 haalde een andere partij, "Bewust '12", de absolute meerderheid waardoor Beirens niet langer burgemeester is. In 2018 was ze kandidaat bij de gemeenteraadsverkiezingen op de lijst 'OPEN & N-VA' van lijsttrekker Wilfried Vandaele. Vanaf 2019 maakt ze opnieuw deel uit van het schepencollege als derde schepen.